# Esquerra–dreta (espectre polític)
L'espectre polític esquerra-dreta és un sistema per classificar posicions polítiques, ideologies i partits, fonamentat en assumptes d'igualtat social i jerarquia social. A més de posicions a l'esquerra i a la dreta, hi ha centristes o moderats que no són totalment alineats amb qualsevol dels extrems. Hi ha qui veu l'espectre polític esquerra-dreta correcte, mentre que altres el veuen massa simplista i refusen aquest mètode de classificar posicions polítiques, suggerint en comptes d'això algun altre sistema, com un bidimensional més que una descripció unidimensional.
En aquest tipus d'espectre polític, la política d'ala esquerra i la política d'ala dreta són sovint presentades com oposades, tot i que un individu particular o el grup poden posicionar-se des de la dreta sobre un assumpte i posicionar-se des de l'esquerra en un altre; i algunes postures poden superposar-se i ser considerades d’esquerres o de dretes segons la ideologia. A França, on els termes es van originar, l'esquerra ha estat anomenada "el partit de moviment" i la dreta "el partit d'ordre".

## Història

### Orígens en la Revolució Francesa
Els termes "esquerra" i "dreta" van aparèixer durant la Revolució Francesa de 1789, quan els membres de l'Assemblea Nacional es dividien entre seguidors del rei a la dreta del president i seguidors de la revolució a la seva esquerra. Un ajudant, el Baró de Gauville, va explicar: "Vam començar a reconèixer-nos mútuament: aquells que eren lleials a la religió i al rei prenien posicions a la dreta de la cadira per evitar els crits, juraments i indecències que gaudien de llibertat al camp contrari".
Quan l'Assemblea Nacional va ser substituïda el 1791 per una Assemblea Legislativa integrada per membres completament nous, les divisions van continuar. Els "innovadors" es van asseure a l'esquerra, els "moderats" es van reunir al centre, mentre que els "defensors de consciència de la constitució" es van trobar asseguts a la dreta, on anteriorment s'havien reunit els defensors de l'Antic Règim. Quan es va reunir la següent Convenció Nacional el 1792, es va continuar la disposició dels seients, però després del cop d'estat del 2 de juny de 1793 i de l'arrest dels Girondins, el costat dret de l'assemblea va quedar desert i els membres restants que s'havien assegut allà es va traslladar al centre. No obstant això, després de la Reacció Termidoriana de 1794, els membres de l'extrema esquerra van ser exclosos i es va abolir el mètode de seient. La nova constitució incloïa normes per a l'assemblea que "trencaria els grups del partit". Tanmateix, després de la Restauració el 1814–1815 es van tornar a formar clubs polítics. La majoria dels ultrareialistes van optar per seure a la dreta. Els "constitucionals" seien al centre mentre els independents se situaven a l'esquerra. Els termes "extrema dreta" o "ultradreta", "extrema esquerra", centredreta i centreesquerra, es van utilitzar per descriure els matisos ideològics de les diferents seccions de l'assemblea.
Els termes "esquerra" i "dreta" no s'utilitzaven per referir-se a la ideologia política en si mateixa, sinó només per asseure's a la legislatura. Després del 1848, els principals espais oposats van ser els "socialistes democràtics" i els "reaccionaris" que van utilitzar banderes vermelles i blanques per identificar la seva afiliació al partit. Amb l'establiment de la Tercera República el 1871, els termes van ser adoptats pels partits polítics: Esquerra Republicana, Centredreta i Centreesquerra (1871) i Extrema Esquerra (1876) i Esquerra Radical (1881). Les creences del grup anomenat Esquerra Radical eren en realitat més properes al Centreesquerra que les creences dels anomenats Extrema Esquerra.
A principis del segle xx, els termes "esquerra" i "dreta" es van associar a ideologies polítiques específiques i es van utilitzar per descriure les creences polítiques dels ciutadans, substituint gradualment els termes "rojos" i "reacció". Els d’esquerres sovint s'anomenaven "republicans", mentre que els de dretes sovint es feien dir "conservadors". Les paraules Esquerra i Dreta van ser usades inicialment pels seus oponents com a insults. El 1914, la meitat de l'esquerra de la legislatura a França estava formada per socialistes unificats, socialistes republicans i radicals socialistes, mentre que els partits que es deien "esquerra" ara se situaven al costat dret. L'ús de les paraules esquerra i dreta es va estendre de França a altres països i es va aplicar a un gran nombre de partits polítics a tot el món, que sovint difereixen en les seves creences polítiques. Hi havia una asimetria en l’ús dels termes esquerra i dreta per les parts contràries. La dreta va negar sobretot que l'espectre esquerra-dreta fos significatiu perquè el veien artificial i perjudicial per a la unitat. Tanmateix, l'esquerra, buscant canviar la societat, va promoure la distinció. Com va observar Émile-Auguste Chartier (Alain) el 1931: "Quan la gent em pregunta si la divisió entre partits de dreta i partits d'esquerra, homes de dreta i homes d'esquerra, encara té sentit, el primer que se m'acut és que la persona que fa la pregunta segur que no és un home d’esquerres". A la política britànica, els termes "dreta" i "esquerra" es van fer servir per primera vegada a finals dels anys trenta en els debats sobre la Guerra Civil Espanyola El sociòleg escocès Robert M. MacIver va escriure en El Web de Govern (1947):
| « | La dreta és sempre el sector del partit associat als interessos de les classes altes o dominants, l'esquerra el sector expressiu de les classes econòmiques o socials inferiors i el centre el de les classes mitjanes. Històricament aquest criteri sembla acceptable. La dreta conservadora ha defensat prerrogatives, privilegis i poders consolidats; l'esquerra els ha atacat. La dreta ha estat més favorable a la posició aristocràtica, a la jerarquia de naixement o de riquesa; l'esquerra ha lluitat per la igualació de l’avantatge o de l’oportunitat, per les reivindicacions dels menys afavorits. La defensa i l'atac s'han reunit, en condicions democràtiques, no en nom de la classe, sinó en nom del principi; però els principis oposats s'han correspost en general als interessos de les diferents classes. | » |

### Agrupacions ideològiques
En general, l'esquerra es caracteritza per l’èmfasi en "idees com la llibertat, la igualtat, la fraternitat, els drets, el progrés, la reforma i l'internacionalisme", mentre que la dreta es caracteritza per l’èmfasi en "nocions com autoritat, jerarquia, llei i ordre, deure, tradició, reacció i nacionalisme". Els politòlegs i altres analistes consideren que l'esquerra inclou anarquistes, comunistes, socialistes, socialistes democràtics, socialdemòcrates, progressistes i socioliberals. Els moviments per la igualtat social i el sindicalisme també s'han associat amb l'esquerra.
Els politòlegs i altres analistes consideren que la dreta inclou conservadorisme, llibertarisme de dretes, neoconservadorisme, imperialisme, monarquisme, feixisme, reaccionarisme i tradicionalisme. Diversos moviments polítics significatius no s'adapten precisament a l'espectre esquerra-dreta, inclosos la democràcia cristiana, el feminisme, i el regionalisme. Tot i que el nacionalisme sovint es considera una doctrina de dretes, hi ha casos de nacionalistes d'esquerres i molts nacionalistes afavoreixen la distribució igualitària dels recursos. També hi ha "nacionalistes liberals". Es considera que el populisme té manifestacions tant d’esquerres com de dretes en forma de populisme d’esquerres i populisme de dretes, respectivament. Sovint es considera que la política verda és un moviment d’esquerres, però en certa manera és difícil classificar-lo definitivament com a esquerra o dreta.

Seients l'any 2009 al Parlament Europeu
Esquerra Unitària Europea/Esquerra Verda Nòrdica (35)
Aliança Progressiva de Socialistes i Demòcrates (184)
Els Verds/Aliança Lliure Europea (55)
Partit de l'Aliança dels Liberals i Demòcrates per Europa (84)
Partit Popular Europeu (265)
Conservadors i Reformistes Europeus (54)
Europa de la Llibertat i la Democràcia (32)
No-Inscrits (27)

Els científics polítics han observat que les ideologies de partits polítics poden ser ubicades al llarg d'un sol eix dreta-esquerre. Klaus von Beyme va organitzar els partits europeus en nou famílies, les quals van descriure la majoria dels partits. Beyme va ser capaç d'arranjar set d'ells d'esquerre a dreta: comunista, socialista, verd, liberal, cristià democràtic, conservador i ultradretà. La posició dels partits agraris i ètnics regionals van variar. Un estudi realitzat a finals dels anys vuitanta sobre dues bases, posicions sobre la propietat dels mitjans de producció i posicions sobre qüestions socials, va confirmar aquesta organització.
Hi ha hagut una tendència a la persistència de les ideologies del partit i han sobreviscut els valors i les opinions presents en la fundació d’un partit. Tot i això, també s'han adaptat per raons pragmàtiques, cosa que els fa semblar més semblants. Seymour Martin Lipset i Stein Rokkan van observar que els sistemes de partits moderns són el producte dels conflictes socials desenvolupats en els darrers segles. Van dir que les línies de clivatge s'havien "congelat".
Els primers partits polítics moderns van ser liberals, organitzats per la classe mitjana al segle xix per protegir-los contra l'aristocràcia. Van ser partits polítics importants en aquell segle, però van decaure al segle XX quan la classe treballadora va arribar a donar suport als partits socialistes i el canvi econòmic i social va erosionar la seva base de classe mitjana. Els partits conservadors van sorgir en oposició als liberals per defensar el privilegi aristocràtic, però per atreure votants es van convertir en menys doctrinaris que els liberals. No obstant això, no van tenir èxit a la majoria de països i, en general, només han aconseguit el poder mitjançant la cooperació amb altres partits.
Els partits socialistes es van organitzar per aconseguir drets per als treballadors i es van aliar originalment amb els liberals. Tanmateix, van trencar amb els liberals quan van buscar el control obrer dels mitjans de producció. Els partits democràtics cristians van ser organitzats per catòlics que consideraven el liberalisme una amenaça per als valors tradicionals. Tot i que es van establir al segle xix, es van convertir en una important força política després de la Segona Guerra Mundial. Els partits comunistes van sorgir després d'una divisió dins del socialisme, primer amb l'impuls de la Primera Guerra Mundial i després amb el suport de la Revolució d'Octubre de 1917. Els partits extremistes de dreta són més difícils de definir que ser més de dretes que altres partits, però inclouen feixistes i alguns partits conservadors i nacionalistes extrems. Els partits verds van ser els més recents dels principals grups del partit a desenvolupar-se. Majoritàriament han rebutjat el socialisme i són molt liberals en matèria social.
Aquestes categories poden ser aplicades a molts partits fora d'Europa. Ware (1996) va afirmar que als Estats Units els dos partits principals eren liberals, tot i que hi ha diferències polítiques d'esquerra-dreta entre ells.

## Terminologia contemporània

### Europa occidental
Al llibre de 2001 The Government and Politics of France, Andrew Knapp i Vincent Wright diuen que el principal factor que divideix les ales esquerra i dreta a Europa occidental és la classe. L'esquerra busca la justícia social mitjançant polítiques econòmiques i social redistributives, mentre que la dreta defensa la propietat privada i el capitalisme. La naturalesa del conflicte depèn de les escissions socials i polítiques existents i del nivell de desenvolupament econòmic. Els valors d’esquerres inclouen la creença en el poder de la raó humana per assolir el progrés en benefici de la raça humana, el secularisme, la sobirania exercida durant la legislatura, la justícia social i la desconfiança d’un fort lideratge polític personal. A la dreta, això es veu regularment com anticlericalisme, reforma social poc realista, socialisme doctrinari i odi de classe. Les dretes són escèptiques sobre la capacitat de reformes radicals per aconseguir el benestar humà mantenint la competència en el lloc de treball. Creuen en l'església establerta tant en si mateixa com com a instrument de cohesió social, i creuen en la necessitat d’un fort lideratge polític per minimitzar les divisions socials i polítiques. Per a l'esquerra, això es considera una oposició egoista i reaccionària a la justícia social, un desig d’imposar religió doctrinària a la població i una tendència a l'autoritarisme i l'opressió.
Les diferències entre esquerra i dreta s'han anat modificant amb el pas del temps. La divisió inicial en el moment de la Revolució Francesa va ser entre els partidaris de la monarquia absoluta (la dreta) i els que volien limitar l'autoritat del rei (l'esquerra). Durant el segle xix, la divisió va ser entre monarquisme i republicanisme. Després de la instauració de la Tercera República el 1871, la divisió es va produir entre els partidaris d'un executiu fort de dreta i els partidaris de la primacia de la legislatura a l'esquerra.

### Estats Units
Una enquesta de Harris del 2005 sobre adults nord-americans va mostrar que els termes esquerra i esquerra eren menys familiars per als nord-americans que els termes liberal o conservador. Peter Berkowitz escriu que als EUA, el terme liberal "sol denotar l'ala esquerra del Partit Demòcrata" i s'ha convertit en sinònim de la paraula progressista.
Michael Kazin escriu que l'esquerra és tradicionalment definida com el moviment social o moviments "que són dedicats a una transformació radicalment igualitària de la societat" i suggereix que molts de l'esquerra en els Estats Units, els quals entren en aquesta definició, s'anomenen amb altres termes. Kazin escriu que els esquerrans nord-americans "han casat l'ideal d'igualtat social amb el principi de llibertat personal" i que han contribuït al desenvolupament d'importants trets de la societat moderna americana, incloent-hi "la defensa de la igualtat d'oportunitats i el tracte igualitari per a les dones, les minories ètniques i racials, i els homosexuals; la celebració del plaer sexual sense connexió amb la reproducció; un sistema educatiu i mediàtic sensible a l’opressió racial i de gènere i que celebra el que ara anomenem multiculturalisme; i la popularitat de novel·les i pel·lícules amb un punt de vista fortament altruista i antiautoritari" A la història nord-americana existia una varietat de moviments d’esquerra diferents, inclosos els moviments obrers, el moviment camperol-obrer, diversos moviments socialistes i socialistes democràtics, moviments pacifistes i la Nova Esquerra.